# سئونگ جین چو
سئونگ جین چو (کره‌ای: 조성진؛ زادهٔ ۲۸ مهٔ ۱۹۹۴) یک نوازنده پیانو اهل کره جنوبی است.
وی زادهٔ سئول و دانش‌آموختهٔ «دبیرستان هنر سئول» بوده و هم‌اکنون از شاگردان «میشل بیراف» در «کنسرتوار پاریس» است.
سئونگ در سال ۲۰۱۵ میلادی، برندهٔ جایزهٔ نخست رقابت بین‌المللی نوازندگی پیانو شوپن شد. پیش‌تر و در سال ۲۰۰۸ میلادی نیز، او برندهٔ «رقابت بین‌المللی نوازندگی پیانوی جوانان فردریک شوپن» شده بود. وی همچنین نفرِ سومِ «رقابت بین‌المللی چایکوفسکی» در سال ۲۰۱۱ و «رقابت آرتور روبینشتاین» در سال ۲۰۱۴ است.